# Oketo
Oketo (置戸町, Oketo-chō) est un bourg du district de Tokoro, situé dans la sous-préfecture d'Okhotsk, sur l'île de Hokkaidō, au Japon.

## Géographie

### Démographie
Au 31 mars 2015, la population d'Oketo s'élevait à 3 101 habitants répartis sur une superficie de 527,27 km2.